# Riacho do Beco
O riacho do Beco é um curso de água que banha Igaracy, município situado na Região Metropolitana do Vale do Piancó, no estado da Paraíba. O riacho leva água para o Açude de Coremas.